# Bukovica Prekriška
 Bukovica Prekriška  falu Horvátországban Zágráb megyében. Közigazgatásilag Krašićhoz tartozik.

## Fekvése
Zágrábtól 42 km-re délnyugatra, községközpontjától 4 km-re északnyugatra a Zsumberki-hegység lejtőin fekszik. 

## Története
1249-ben "terra Buchwicha" néven tűnik fel először. 1359-ben "Bokouicza" néven említik. 1783-ban az első katonai felmérés térképén „Dorf Bukovicza” néven szerepel. A falunak 1857-ben 118, 1910-ben 199 lakosa volt. Trianon előtt Zágráb vármegye Jaskai járásához tartozott. 2001-ben 41 lakosa volt. 

## Lakosság
| Lakosság változása | Lakosság változása | Lakosság változása | Lakosság változása | Lakosság változása | Lakosság változása | Lakosság változása | Lakosság változása | Lakosság változása | Lakosság változása | Lakosság változása | Lakosság változása | Lakosság változása | Lakosság változása | Lakosság változása |
| ------------------ | ------------------ | ------------------ | ------------------ | ------------------ | ------------------ | ------------------ | ------------------ | ------------------ | ------------------ | ------------------ | ------------------ | ------------------ | ------------------ | ------------------ |
| 1857               | 1869               | 1880               | 1890               | 1900               | 1910               | 1921               | 1931               | 1948               | 1953               | 1961               | 1971               | 1981               | 1991               | 2001               |
| 118                | 129                | 166                | 178                | 190                | 199                | 213                | 209                | 180                | 173                | 155                | 97                 | 77                 | 64                 | 41                 |

## Külső hivatkozások
- Krašić hivatalos oldala
- Az első katonai felmérés térképe (1763-1787)